# Hồ Duy Hùng
Hồ Duy Hùng (sinh năm 1947) là một điệp viên của Quân đội nhân dân Việt Nam cài vào làm phi công trực thăng của Quân lực Việt Nam Cộng Hòa. Ông là người đã lấy cắp chiếc máy bay UH-1A, của Việt Nam Cộng hòa bay ra vùng kiểm soát của Mặt trận Dân tộc Giải phóng miền Nam Việt Nam, làm xôn xao dư luận miền Nam thời bấy giờ với "Vụ án tản thất quân dụng" cuối năm 1973.

## Xuất thân và bắt đầu hoạt động bí mật
Ông sinh năm 1947, tại làng Cấm Sơn, xã Duy Tụng, huyện Duy Xuyên, tỉnh Quảng Nam. Nguyên tổ của ông là Trạng nguyên Hồ Hưng Dật, sau dời ra Thanh Hóa, đến đời ông Hồ Kha thì cư trú tại Quỳnh Đôi, Nghệ An (1314) . Sau khi quân Minh xâm lược Đại Việt, chi họ ông chạy vào ở làng Cấm Sơn, Duy Xuyên. Đến đời ông nội là người giàu có, nhiều ruộng và làm thêm nghề dệt lụa.
Do nhà giàu có, cha ông là Hồ Duy Từ được ăn học đàng hoàng, giỏi tiếng Pháp. Năm 1926, gia nhập Việt Nam Thanh niên Cách mạng Đồng chí Hội, năm 1929 vào An Nam Cộng sản đảng, năm 1930 là huyện ủy viên Duy Xuyên. Bị Pháp bắt giam đến năm 1936, đến khi phong trào Mặt trận bình dân Pháp nắm chính quyền thì được trả tự do và tiếp tục hoạt động. Tham gia cướp chính quyền tháng 8 năm 1945 và hoạt động cho Việt Minh, đến năm 1954 thì tập kết ra Bắc cùng với người con trai cả là Hồ Duy Diệm. Ông mất năm 1958.
Sau khi cha tập kết, mẹ và các anh chị em của Hồ Duy Hùng ở lại và sinh sống tại quê nhà. Năm 14 tuổi, ông vào học tại trường Trần Cao Vân, Tam Kỳ, Quảng Nam và tham gia hoạt động trong phong trào học sinh chống chính quyền. Trong thời gian này, ông được móc nối để hoạt động. Năm 1967, khi đang học đệ nhất thì bị lộ và bị khủng bố. Hồ Duy Hùng phải rời quê vào Quy Nhơn ở nhờ nhà người chú học tiếp tú tài 2. Tại đây, ông tiếp tục hoạt động bí mật trong phong trào sinh viên Sài Gòn - Gia Định do Phạm Chánh Trực  trực tiếp lãnh đạo.
Năm 1968, theo chỉ đạo của tổ chức, ông gia nhập Quân lực Việt Nam Cộng hòa và vào học trường sĩ quan Thủ Đức. Cuối năm đó, ông được chọn vào nhóm các sinh viên sĩ quan được chọn học Anh ngữ phi hành. Tháng 12 năm 1969, sau khi tốt nghiệp sinh ngữ từ trường sinh ngữ quân đội, ông được chọn đi học lái trực thăng ở Mỹ.

## Trở thành điệp viên và bị sa thải khỏi quân đội
Tháng 10 năm 1970, ông trở về nước với quân hàm thiếu úy lái máy bay trực thăng ở Nha Trang. Cũng trong giai đoạn này, ông được tổ chức bí mật chuyển sang công tác quân báo thuộc Quân khu Sài Gòn - Gia Định. Tuy nhiên, chỉ sau 5 tháng, tháng 3 năm 1971, ông bị An ninh quân đội Sài Gòn bắt do bị phát hiện gia đình có quá nhiều người tham gia hoạt động cho Mặt trận Giải phóng . Ông bị An ninh quân đội giam giữ và xét hỏi trong 5 tháng, tuy nhiên do thiếu bằng chứng kết tội ông hoạt động chống chính quyền nên ông chỉ bị sa thải khỏi quân đội với tội danh khai man lý lịch, có dấu hiệu thân Cộng.
Sau khi bị sa thải khỏi quân đội, ông bị chuyển sang điều tra ở Tổng nha Cảnh sát với mục đích điều tra về nhân thân của ông. Ba tháng sau, ông được thả nhưng bị buộc phải cư trú ở Hội An và phải trình diện với cảnh sát. Tuy nhiên ông bỏ trốn ngay vào Sài Gòn, tìm cách bắt liên lạc với tổ chức. Bị cảnh sát truy nã, ông trốn ra Đà Lạt, liên tục thay đổi nơi cư trú, sống bất hợp pháp. Mãi đến tháng 4 năm 1973, ông mới bắt liên lạc được với tổ chức Thành đoàn và ra vùng giải phóng ở Củ Chi. Mãi đến tháng 8 thì ông mới trở về được đơn vị quân báo.

## Vụ án tản thất quân dụng
Ngay khi ông về đơn vị cũ, cơ quan quân báo đã có ý định giao cho ông nhiệm vụ lấy cắp 1 máy bay trực thăng UH-1 để gây tiếng vang và huấn luyện. Vì vậy, ngày 27 tháng 10 năm 1973, ông tìm cách trở về Sài Gòn để điều nghiên, tìm cách thực hiện kế hoạch. Lợi dụng sự lỏng lẻo của cơ quan cảnh sát, ông đã tìm cách lấy được giấy tờ hợp lệ và lập kế hoạch đánh cắp máy bay.
Trước đó, ngày 26 tháng 10 năm 1973, Bộ tư lệnh Cảnh sát Quốc gia có gởi cho Bộ Tổng tham mưu Quân lực Việt Nam Cộng hòa công văn cảnh báo thông tin Hồ Duy Hùng xuất hiện ở Đà Lạt và có khả năng bị đánh cắp máy bay do tình trạng khinh suất của các phi công trực thăng thường xuyên đậu ở cạnh hồ Xuân Hương.
Ngày 3 tháng 11 năm 1973, ông dự định lấy cắp một chiếc máy bay trực thăng UH-1B đậu tại bãi cỏ hồ Xuân Hương. Tuy nhiên ý định này bất thành vì máy bay không đủ nhiên liệu để bay ra vùng kiểm soát của Mặt trận Giải phóng.
Ngày 7 tháng 11 năm 1973, lợi dụng lúc Trung tá phi đoàn trưởng Nguyễn Ngọc Phan, Thiếu tá phi công Huỳnh Văn Thu và trung sĩ nhất xạ thủ đại liên sáu nòng M60 Trần Xuân Mẫn đi vào chợ Đà Lạt, Hồ Duy Hùng lấy cắp chiếc máy bay UH-1A số hiệu 60139, thuộc phi đoàn 215, Sư đoàn 2 Không quân, đang đậu cạnh hồ Xuân Hương, bay len lỏi trong dãy Trường Sơn để tránh hỏa lực của cả hai phía rồi bất ngờ hạ cánh xuống Dầu Tiếng (Tây Ninh) thuộc vùng giải phóng.
Còn về các sĩ quan tản thất chiếc UH-1A, sau khi sự việc xảy ra, đã ra trình diện. Trung tá Nguyễn Ngọc Phan đã nhận toàn bộ trách nhiệm về mình. Ngày 12 tháng 7 năm 1974, tòa án quân sự Nha Trang do đại tá Từ Dương làm chánh án xét xử vụ án để mất chiếc UH-1A với tội danh "tản thất quân dụng" và kết án Trung tá Nguyễn Ngọc Phan 8 tháng tù giam. Do bị tạm giam từ tháng 11 năm 1973, tính đến tháng 7 năm 1974, trung tá Phan đã thụ án xong và trở lại chức vụ cũ.

## Số phận chiếc UH-1A số hiệu 60139
Sau khi hạ cánh tại Dầu Tiếng, chiếc máy bay được ngụy trang và bảo vệ kỹ lưỡng để tránh bị phát hiện. Nhờ đó, chiếc máy bay đã tránh bị phá hủy bởi các cuộc không kích. Sau đó, Hồ Duy Hùng được lệnh bay từ Dầu Tiếng về Lộc Ninh theo một đường bay đã được thông báo để tránh bị bắn nhầm. Tuy nhiên, một số du kích dọc tuyến bay không được phổ biến, đã bắn cho "lủng đuôi", buộc máy bay phải hạ cánh khẩn cấp xuống căn cứ Tà Thiết.
Ban đầu, chiếc máy bay được dự định dùng để ném bom dinh Độc Lập vào ngày 1 tháng 1 năm 1974. Tuy nhiên, kế hoạch bị hoãn nhiều lần. Đến giữa tháng 3 năm 1974, Hồ Duy Hùng nhận được lệnh cùng một số kỹ sư tháo rời và dùng xe tải vận chuyển chiếc UH-1A ra Hà Nội. Ngày 26 tháng 4 năm 1974, xe tải chở chiếc trực thăng được tháo rời về đến sân bay Hòa Lạc. Ông được giao nhiệm vụ thuyết minh tính năng tác dụng và huấn luyện sử dụng UH-1A cho một số phi công trực thăng, trong đó có Nguyễn Xuân Trường (sau là Đại tá, trưởng đoàn bay dầu khí) và Nguyễn Đình Khoa (sau là Tham mưu phó Quân chủng Không quân, Anh hùng Lực lượng vũ trang).

## Tham gia công tác huấn luyện và chiến đấu
Cuối năm 1974, ông trở về miền Nam công tác trong đơn vị quân báo cũ. Đầu năm 1975, ông được lệnh tham gia chuẩn bị sân bay Lộc Ninh để đón phi công Nguyễn Thành Trung ném bom dinh Độc Lập trở về.
Ngày 21 tháng 5 năm 1975, Bộ Quốc phòng quyết định thành lập Trung đoàn không quân 917 (Đoàn C17 hay Đoàn Đồng Tháp), làm nhiệm vụ tiếp quản, thu hồi các máy bay, trực thăng chiến lợi phẩm, như: UH-1, CH-47, U-17 và L-19, để nhanh chóng tổ chức huấn luyện sử dụng. Các giáo viên bay UH-1 đầu tiên gồm có Hồ Duy Hùng (được công nhận quân hàm Đại úy Không quân Quân đội nhân dân Việt Nam), Nguyễn Xuân Trường, Nguyễn Hữu Nhậm, Nguyễn Đình Khoa. Ngày 5 tháng 6 năm 1975, các máy bay trực thăng vũ trang UH-1 bắt đầu tham gia chiến dịch đánh vào các điểm cố thủ còn lại của quân Việt Nam Cộng hòa trên đảo Hòn Ông và đảo Hòn Bà.
Trong cuộc chiến tranh biên giới Tây Nam, Hồ Duy Hùng tham gia chiến đấu rất dũng cảm chống quân Khơme Đỏ. Cuối năm 1978, ông bị thương, phải chuyển sang công tác mặt đất. Sau đó không lâu, ông chuyển ngành vì lý do sức khỏe.

## Trở thành doanh nhân
Cuối năm 1984, khi đang công tác trong Công ty dịch vụ văn hóa tổng hợp Quận 11, Thành phố Hồ Chí Minh, ông được giao nhiệm vụ thực hiện đề án cải tạo một hồ nước tại Quận 11 thành một công viên. Dự án được thực hiện và trở thành Công viên Đầm Sen ngày 8 tháng 1 năm 1989, trực thuộc Công ty du lịch Quận 11 (tiền thân của Công ty Dịch vụ Du lịch Phú Thọ). Ông được giao nhiệm vụ Giám đốc Công viên.
Từ một hồ nước, ông có nhiều đóng góp để xây dựng để Đầm Sen trở thành một công viên lớn nhất thành phố. Năm 1996, cùng với các cộng sự của mình, ông được trao giải thưởng Sáng tạo kỹ thuật TP. HCM năm 1996, với công trình Nhạc nước Đầm Sen. Ông từng giữ chức Tổng Giám đốc Công ty TNHH Dịch vụ Du lịch Phú Thọ thuộc Tổng công ty Du lịch Sài gòn.
Hiện tại, ông đang giữ chức Ủy viên Hội đồng Quản trị Tổng công ty Du lịch Sài gòn, Phó chủ tịch Hội đồng Quản trị Công ty Cổ phần Công viên nước Đầm Sen, TP. Hồ Chí Minh.